# Лидар
Лидар (акроним енгл. Light Detection and Ranging) је дигитални оптички мерни инструмент који емитује ласерске зраке који када се одбију од ситних честица расутих у Земљиној атмосфери (аеросоли, капљице облака, итд.), могу бити регистровани у оптичком пријемнику. (обично телескоп) . Широко се користи у мерним инструментима за мерење нивоа и унутрашње структуре облака, откривање турбуленција у ваздуху без облака, у истраживању микрофизике облака и загађења ваздуха. Доплеров лидар мери брзину честица облака или аеросола. Други назив за лидар је светлосни радар и ласерски радар  .

## Употреба

### Просторно ласерско скенирање
Описивање тродимензионалних својстава стварних објеката у нашем окружењу и њихово складиштење у дигиталном облику постало је реалност у многим областима људске делатности и постало је област примене фотограметрије. Почетком 21. века све више се користи технологија просторног ласерског скенирања, где је главни мерни инструмент лидар. Због високе фреквенције мерења до 200 кХз, могуће је за кратко време детаљно измерити облик површине терена и објеката на њој. Лидар је потпуно аутоматизован, активан, оптичко-механички процес прикупљања просторних података доступних са стварних локација за снимање.
Технологија просторног ласерског скенирања је подељена на:
- Ласерско скенирање у ваздуху (АЛС) и
- Земаљско ласерско скенирање (ТЛС).

Лидар се не користи само за просторно скенирање, већ и за праћење физичких процеса у атмосфери јер омогућава веома прецизно мерење брзине, правца кретања и густине честица у атмосфери. Ова технологија се скраћено назива ДИАЛ (енгл. Differential Absorption Lidar). Подручје које се мери се надлеће авионом ношеним лидаром одоздо. Удаљеност од сензора до мерене тачке се одређује мерењем времена потребног да ласерски сигнал стигне до објекта и одбије се назад .

### Мерење удаљености до Месеца
Просечна удаљеност Земље од Месеца је 384.401 километар, што је прво тачно измерено методом дневне паралаксе, затим радаром и на крају лидаром. Методе небеске механике баве се кретањем Месеца у сложеном гравитационом пољу Сунца, Земље и планета. За период од 1750. до 2125. године израчунато је да је Месец најближи Земљи, 356.375 км, био 4. јануара 1912. године, а да ће најудаљенији од Земље, 406.720 км, бити 3. фебруара 2125. Мерење удаљености помоћу ласера (лидара), зрака који се рефлектује од огледала које су астронаути Апола 11 поставили на Месец, открили су да се Месец удаљава од Земље у просеку за 3,8 cm годишње . На основу овог запажања постављена је хипотеза да је Месец пре више милијарди година формирао судар Земље са планетоидом величине Марса и да ће, иако је гравитационо везан за Земљу, наставити да се удаљава. Такво порекло Месеца може објаснити сличност његовог геолошког састава са саставом Земље  .

### Употреба у археологији
Данас се лидар све више користи за откривање археолошких налазишта  . Може се користити и на земљи за снимање архитектонских објеката и за снимање већих површина из ваздуха, монтиран на авион, хеликоптер или дрон.